# Joseph Ujlaki
Joseph Ujlaki (maďarsky József Újlaki; 10. srpna 1929, Budapešť – 13. února 2006, Sète) byl francouzský fotbalista maďarského původu.

## Hráčská kariéra
Ujlaki vyrůstal v Maďarsku, na seniorské úrovni hrál ale jen za francouzské kluby: Stade français, FC Sète 34, Nîmes Olympique, OGC Nice, RC Paris, FC Metz a AS Aixoise. Se 189 góly patří k nejlepším střelcům v historii francouzské ligy.
V reprezentaci Francie hrál 21 zápasů a dal 10 gólů.

## Úspěchy

### Klub
Nice
- Francouzská liga (1): 1956
- Francouzský pohár (1): 1954